# Timbres du Luxembourg 2007
Cet article recense les timbres du Luxembourg émis en 2007 par l'Entreprise des Postes et Télécommunications (P&T Luxembourg).

## Généralités
Les émissions porte la mention « LUXEMBOURG POSTES » et une valeur faciale libellée en euro (€).

### Tarifs
Voici les tarifs postaux pouvant être réalisés à l'aide d'un seul des timbres émis en 2007. La variation principale est liée aux dimensions et au poids du pli.
En service intérieur :
- 0,25 € : lettre standard de moins de 20 grammes réservée aux associations à but non lucratif.
- 0,50 € ou « A » : lettre standard de moins de 20 grammes.
- 0,70 € : lettre standard de 20 à 50 grammes.
- 1 € : lettre non standard jusqu'à 100 grammes.

À destination de l'étranger :
- 0,70 € : lettre standard de moins de 20 grammes vers l'Europe.
- 1 € : lettre standard de 20 à 50 grammes vers l'Europe.

## Légende
Pour chaque timbre, le texte rapporte les informations suivantes :
- date d'émission, valeur faciale et description,
- formes de vente,
- artistes concepteurs et genèse du projet,
- manifestation premier jour,
- date de retrait, tirage et chiffres de vente,

ainsi que les informations utiles pour une émission donnée.

## Janvier

### Luxembourg et la Grande Région, capitale européenne de la culture
Le 30 janvier, à l'occasion de l'année 2007 au cours de laquelle le Luxembourg et la Grande Région portent le titre de « capitale européenne de la culture », est émis un carnet de huit timbres autocollants portant un « A » comme valeur faciale (0,50 € au moment de l'émission). Utilisant des surfaces unies de couleurs vives, les quatre illustrations des huit timbres mettent en scène des silhouettes de cerfs.
Les timbres sont conçus par Lombard et associés, une agence de communication de Metz. Les timbres sont imprimés en offset par l'imprimeur néerlandais Enschedé Stamps de Haarlem.

## Mars

### 50eanniversairedu traité de Rome
Le 20 mars, sont émis deux timbres pour le cinquantenaire de la signature du traité de Rome instituant la Communauté économique européenne, le 25 mars 1957. Le 0,70 € reproduit en couleurs une photographie de la séance des signatures officielles, tandis que sur le 1 €, la photographie est plongée dans un fond bleu sur lequel sont inscrits le nom des douze signataires (deux pour chacun des États fondateurs).
Les timbres de 3 × 4 cm sont mis en page par l'agence luxembourgeoise Repères Communication, à partir de documents fournis par le Service audiovisuel de la Commission européenne. Ils sont imprimés en offset par le français Cartor Security Print en feuille de dix exemplaires.

### Postocollants
Le 20 mars, sont émis deux boîtes contenant chacune un rouleau de cent timbres autocollants de 0,25 € ou de 0,50 € selon la boîte. Les deux types utilisés sont soit la valeur faciale, soit le mot « POSTES » mis en couleurs et disposés au-dessus des mentions habituelles. En tout, huit variations de couleurs (quatre par boîtes multiplier par deux par types) existent. Les timbres portent au dos un numéro indiquant le nombre de timbres restant dans la boîte.
Les timbres de 2,5 × 3 cm sont créés par Vidale & Gloesener et sont imprimés en photogravure par l'imprimeur néerlandais Enschedé Stamps.
Le service philatélique vend aux collectionneurs deux bandes de quatre types extraits de ces boîtes pour le prix de la valeur faciale (3 €).

### 75 ans de l'Automobile club du grand-duché de Luxembourg
Le 20 mars, est émis un timbre commémoratif de 0,50 € pour le 75e anniversaire de l'Automobile club du grand-duché de Luxembourg (ACL). L'illustration est une scène de dépannage par l'ACL d'une automobile bleu, avec le logotype de l'association sur la droite.
Le timbre de 2,8 × 3,84 cm est créé par l'agence luxembourgeoise Advantage Communication à partir d'une photographie fournie par l'ACL. Le timbre est imprimé en offset en feuille de dix par l'Imprimerie du timbre à Malines, en Belgique.

### 75 ans de Caritas Luxembourg
Le 20 mars, est émis un timbre de 0,50 € pour le 75e anniversaire de Caritas Luxembourg, une fédération d'associations charitables luxembourgeoises. Une jeune fille regarde intensément dans une sorte de bulle de savon. Le slogan de cet anniversaire écrit sur le timbre est « Offrir le futur » (Zukunft schenken! en luxembourgeois).
Le timbre de 2,8 × 3,84 cm est créé par l'agence Advantage Communication et imprimé en offset en feuille de dix par l'Imprimerie du timbre à Malines, en Belgique.

## Mai

### Centenaire de villes
Le 22 mai, sont émis quatre timbres commémoratifs de 0,50 € pour le centenaire de l'accession au titre de ville de Differdange (Déifferdang), Dudelange (Diddeleng ), Ettelbruck (Ettelbréck ) et Rumelange (Rëmeleng) par la loi du 4 août 1907. Chaque timbre est un espace de couleur uni sur lequel est posé trois photographies passées et actuelles d'une des villes et un quatrième carton portant la légende 100 Joer Stad et le nom de la ville en luxembourgeois.
Les photographies sont fournies par les archives de chacune des villes et les architectes Paul Bretz et David Flammang pour les bâtiments les plus récents. Les timbres de 4,015 × 2,975 cm sont mis en page par les graphistes Vidale et Gloesener. Ils sont chacun imprimés en feuille de dix par l'Imprimerie du timbre à Malines, en Belgique.

### Europa: centenaire du scoutisme
Le 22 mai, dans le cadre de l'émission Europa, sont émis deux timbres sur le thème annuel du centenaire du scoutisme. Les illustrations sont les deux premiers prix d'un concours organisé parmi le mouvement scout luxembourgeois. Le dessin du 0,50 € est consacré aux activités autour du feu de camp. Le 0,70 € montre l'importance à l'échelle mondiale du mouvement : sur fond de globe terrestre, sont mis en parallèle un alignement de personnes se tenant par la main et un nœud plat.
Les dessins sont signés Jenny Spielmann (0,50 €) et Jean Heuschling (0,70 €). Ils sont mis en page par l'agence Repères communications sur des timbres de 4 × 3 cm imprimés en feuille de dix exemplaires par l'imprimeur français Cartor Security Print, à La Loupe.

### Lieux culturels
Le 22 mai, sont émis trois timbres sur des lieux culturels du Luxembourg, ouverts dans les années 2000. Sur le 0,50 €, le dessin d'un guitariste de rock rappelle le Centre de musique amplifiée et les salles de concerts du Rockhal, inauguré en septembre 2005 à Esch-sur-Alzette, sur l'ancien site industriel du Belval. Le 0,70 € s'intéresse aux arts graphiques avec une vue stylisée du Musée d'art moderne grand-duc Jean abrégé en « Mudam » d'après l'architecture que Ieoh Ming Pei a prévu pour ce musée construit dans le Fort Thüngen et achevé en juillet 2006. Le 1 € reproduit une photographie aérienne presque verticale du Centre culturel de rencontre Abbaye de Neumünster, situé dans le quartier du Grund dans la capitale. L'abbaye est réaménagée depuis mai 2004 en un lieu culturel comprenant notamment un théâtre.
Les timbres carrés de 3,5 cm de côté sont dessinés par Pit Wagner (« Rockhal »), Jean-Christophe Massinon (« Mudam »). La photographie de l'abbaye de Neumünster est mise en page par l'agence Binsfeld Conseil. Les timbres sont imprimés en feuille de dix par l'Imprimerie du timbre à Malines, en Belgique.

## Septembre

### Capitale européenne de la culture: émission conjointe avec la Belgique
Le 3 septembre, à l'occasion d'une émission conjointe avec la Belgique, est émis un timbre de 0,70 € représentant la rotonde de la gare de Luxembourg rénovée au début des années 2000 pour devenir un site culturel. Le timbre porte le logotype au renne bleu rappelant que l'émission conjointe a lieu l'année où le Luxembourg et la Grande Région sont capitale européenne de la culture ; la Région wallonne appartenant à la Grande Région.
Le timbre de 2,766 × 4,02 cm reproduit une photographie de Christian Aschmann. Il est imprimé en héliogravure en feuille de dix par l'Imprimerie du timbre à Malines.
Le 3 septembre, est émis le timbre de Belgique de même type, d'une valeur de 0,80 €, qui ne porte pas le logotype. La Poste belge complète l'émission conjointe d'un timbre de 0,52 € sur un paysage naturel à Botassart, le « tombeau du Géant ».

### Capitale européenne de la culture: émission conjointe avec la Roumanie
Le 3 septembre, est émis un timbre de 0,70 €, partie d'une émission conjointe avec la Roumanie, où se trouve Sibiu, également capitale européenne de la culture en 2007. Le timbre luxembourgeois représente la façade de la Maison du Luxembourg (Casa Luxemburg) à Sibiu, inaugurée en 2004.
Le timbre de 4 × 3 cm est une interprétation par l'agence luxembourgeoise Advantage Communication d'une photographie de Menn Bodson. Il est imprimé en offset en feuille de dix unités par Cartor Security Printing, à La Loupe en France.
La poste roumaine émet une illustration différente de la Casa Luxeburg sous deux formes : un timbre de 3,60 lei et inclus dans un bloc présentant une vue plus large de la ville, d'une valeur de 4,50 lei.

### Capitale européenne de la culture:transborderism
Le 3 septembre, inclus dans la partie luxembourgeoise de l'émission conjointe avec la Belgique, est émis un timbre de 0,50 € issu d'un concours sur le thème du transborderism, ce phénomène de dépassement des frontières par les individus et les artistes. L'illustration choisie présente un enchevêtrement des lettres évoquant les quatre pays dont les régions participent à la Grande Région, capitale européenne de la culture en 2007 : l'Allemagne (D), la Belgique (B), la France (F) et le Luxembourg (L). Même si les lettres colorées forment quatre espaces homogènes, quelques-unes des lettres se retrouvent dans ces espaces.
La créatrice du timbre est Stéphanie Rausch. Le timbre de 2,766 × 4,02 cm est imprimé en héliogravure en feuille de dix exemplaires par l'Imprimerie du timbre à Malines.

### Mission de paix
Le 3 septembre, est émis un timbre de 0,70 € pour honorer les missions de paix (Friddenmissiounen) de l'armée luxembourgeoise depuis 1992 dans le cadre de la Force de maintien de la paix des Nations unies et d'opérations de l'Organisation du traité de l'Atlantique nord, principalement dans l'ancienne Yougoslavie. Sur le dessin, un soldat luxembourgeoise serre la main d'un habitant, dans un pays aidé.
Le timbre de 4,015 × 2,975 cm est créé par l'agence Advantage Communication et imprimé en feuille de dix par l'Imprimerie du timbre à Malines.

### Mosaïque romane de Vichten
Le 3 septembre, est émis un bloc-feuillet de cinq timbres (quatre octogonaux de 0,50 € autour d'un carré de 1 €) reproduisant la mosaïque romane de Vichten, découverte en 1995 dans les vestiges d'une villa romaine et datée du IIIe siècle apr. J.-C. L'émission coïncide avec le dixième anniversaire du retour de la mosaïque au Luxembourg, après une restauration effectuée au Rheinisches Landesmuseum de Trèves.
La mosaïque conservée au Musée national d'histoire et d'art de Luxembourg est reproduite sur un feuillet carré de 11 cm de côté imprimé en offset par Cartor Security Printing, à La Loupe en France.

### Sources
- (en) Page du site des Postes et Télécommunications du grand-duché sur les émissions 2007. Une notice en anglais présente le timbre et le sujet du timbre.